# Todor Živkov
Todor Hristov Živkov (in bulgaro Toдор Xpиcтoв Живков?; in IPA [ˈtɔdɔr ˈxristɔf ˈʒifkɔf]; Pravec, 7 settembre 1911 – Sofia, 5 agosto 1998) è stato un politico bulgaro, leader comunista e presidente della Repubblica Popolare di Bulgaria dal 4 marzo 1954 al 10 novembre 1989.

## Biografia
Živkov nacque nel piccolo villaggio di Pravec, in Bulgaria, figlio di poveri contadini. Da giovane, si trasferì a Sofia per cercare un impiego: lì divenne un marxista e nel 1932 si unì al Komsomol, l'ala giovanile del Partito Comunista Bulgaro illegale. Nella seconda guerra mondiale Žikvov partecipò al movimento di resistenza contro la Germania nazista. Nel 1943 partecipò all'organizzazione del distaccamento partigiano Chavdar nel suo luogo di nascita e nei dintorni, diventando vice comandante della zona operativa di Sofia nell'estate del 1944. Sotto il suo governo, molti ex combattenti di Chavdar sarebbero saliti a posizioni di rilievo negli affari bulgari. Si dice che abbia coordinato i movimenti partigiani con quelli delle unità dell'esercito filosovietico durante la rivolta del 9 settembre 1944.
Dopo la guerra fu inviato in Unione Sovietica come comandante della Milizia del Popolo. Come comandante, fece arrestare migliaia di persone come prigionieri politici. Nel 1951 divenne un membro del Politburo e nel 1954 fu primo segretario del Comitato Centrale. Žikvov fu anche capo di Stato (presidente del Consiglio di Stato) della Bulgaria dal 7 luglio 1971 al 17 novembre 1989. Nonostante un tentativo di colpo di Stato attuato da dissidenti militari e membri del partito nel 1965, fu il leader che rimase più a lungo al potere in uno Stato del blocco sovietico.
Durante il suo governo tutte le voci dissidenti in Bulgaria furono aspramente soppresse, con migliaia di arresti in tutto il Paese. Con l'aiuto dell'URSS, Živkov rafforzò la collettivizzazione delle fattorie e tentò di modernizzare l'industria. Živkov era un protetto di Nikita Chruščёv e un amico stretto di Leonid Brežnev, pertanto era conosciuto per essere un servitore degli interessi dell'Unione Sovietica. Propose due volte l'unione della Bulgaria all'Unione Sovietica, portando come giustificazione il comune alfabeto cirillico e la comune eredità slava. Inviò le forze militari della Bulgaria a partecipare all'invasione della Cecoslovacchia nel 1968 da parte dei Paesi del Patto di Varsavia.
Il dissidente Georgi Markov, che fu assassinato a Londra nel 1978 con un ombrello bulgaro, disse: "Živkov ha servito l'Unione Sovietica più ardentemente di quanto abbiano fatto i leader sovietici stessi". Il leader albanese Enver Hoxha etichettò Živkov come una piccola cellula che avrebbe fatto qualunque cosa che Chruščëv o il KGB avessero chiesto.
Živkov (anche conosciuto in Bulgaria come "Tato") provò a promuovere la figlia Ljudmila Živkova e il figlio Vladimir Živkov fino ai vertici del Partito Comunista Bulgaro. Ljudmila fu nominata membro del Politburo e ministro della cultura: durante questi incarichi, introdusse idee legate alla filosofia dell'Estremo Oriente, che non erano benviste dalla vecchia guardia. Il marito, Ivan Slavkov, fu messo a capo della televisione bulgara, controllata dallo Stato, e in seguito presidente del Comitato Olimpico Bulgaro. Vladimir, invece, conduceva uno stile di vita da playboy e la sua dipendenza dall'alcol impedì la sua promozione agli alti livello del partito.
Alla fine del 1989 Živkov fu espulso dalla presidenza e dal Partito Comunista Bulgaro. Il partito rinunciò subito dopo al suo monopolio sul potere e nel giugno 1990 si tennero le prime elezioni libere in Bulgaria dal 1931. Živkov fu arrestato nel gennaio 1990. Due anni dopo fu processato per malversazione e condannato a sette anni di carcere. Fu comunque autorizzato, a causa della sua salute, a scontare la pena agli arresti domiciliari. 
Fu poi assolto dalla Corte Suprema bulgara nel 1996. Todor Živkov morì di polmonite nel 1998, e gli furono negati i funerali di Stato.